# Ekaterina Marennikova
Ekaterina Marennikova, née le 29 avril 1982 à Léningrad en URSS, est une handballeuse russe évoluant au poste d'ailière dans le club du Zvezda Zvenigorod depuis 2012. En club elle porte le numéro 22.
Elle évolue également en équipe de Russie avec laquelle elle a été championne du monde en 2005, vice-championne d'Europe 2006 et médaillée d'argent aux Jeux olympiques d'été de 2008 à Pékin.

## Parcours
- Spartak Saint-Pétersbourg : 1999-2004
- HC Lada : 2004-2012
- Zvezda Zvenigorod : 2012-2016
- Kouban Krasnodar : 2016-2017

## Palmarès

### Équipe nationale
Jeux olympiques
- médaillée d'argent aux Jeux olympiques d'été de 2008 à Pékin

championnats du monde
- vainqueur du championnat du monde 2005

championnats d'Europe
- finaliste du championnat d'Europe 2006